# Pimampiro
San Pedro de Pimampiro, o también llamada Pimampiro, es la cabecera cantonal del cantón Pimampiro ubicado al oriente de la provincia de Imbabura, es una parroquia urbana localizada al noroeste de Ibarra, asentada en un pequeño valle alto, elevado sobre la ribera sur de la cuenca del río Chota, con características topográficas relativamente planas y onduladas.
Pimampiro se constituye como Cantón el 21 de mayo de 1981 mediante Decreto Legislativo que fuera sancionado conforme a la Ley por parte del Gobierno de Jaime Roldós Aguilera, teniendo como cabecera cantonal la Parroquia de Pimampiro. Su población la comprenden mestizos, indígenas y afroecuatorianos.

## Toponimia
Pimampiro se compone de 5 voces: PI MA AM PI RAR que significa vida, grande, agua mucho, borde; por lo que se comprende que este territorio fue poblado a orillas de un gran río. De acuerdo a datos históricos, el antiguo pueblo de Pimampiro habría estado asentado a orillas del Río Pisque.

## División política y administrativa
La parroquia se encuentra dividida por 16 comunidades y 9 barrios:
| N.º | Comunidades                | Barrios       |
| --- | -------------------------- | ------------- |
| 1   | San Francisco de Paragachi | El Mirador    |
| 2   | Chalguayacu                | San Vicente   |
| 3   | San Juan                   | San Pedro     |
| 4   | El Tejar                   | Monserrat     |
| 5   | EL Inca                    | Santa Clara   |
| 6   | Los Árboles                | El Rosal      |
| 7   | Buenos Aires               | Santa Cecilia |
| 8   | El Cebadal                 | Santa Lucía   |
| 9   | San José de Aloburo        | San Isidro    |
| 10  | El Alizal                  |               |
| 11  | Colimburo                  | -             |
| 12  | La Armenia                 | -             |
| 13  | Yuquín Alto                | -             |
| 14  | Yuquín Bajo                | -             |
| 15  | Quinta Yuquín              | -             |
| 16  | Pueblo Nuevo de Yuquín     | -             |

## Marca Territorio
Pimampiro, lugar con un “rico potencial turístico”, es un cantón lleno de vida, sus campos son testigo mudo de toda su historia, guarda una naturaleza implacable y pura, lleno de historias, leyendas y tradiciones, sus valles y quebradas, sus empinadas montañas y su terreno irregular es lugar propicio para el desarrollo de un sinnúmero de deportes de aventura, su gente, amable y colaboradora son componentes extraordinarios para que en este lugar se desarrolle un turismo rico y sustentable.
Es muy importante crear identidad visual corporativa enfocada a la promoción turística de Pimampiro, con el objetivo de fomentar determinadas actividades que tendrán lugar en el cantón; de esta forma la marca territorio busca alterar las percepciones externas de un territorio con el que fomentar el turismo.
La marca Pimampiro Tierra del sol se caracteriza por la personalidad y la identidad que ha mantenido por muchos años, es clara, versátil y sea en el lugar que aparezca el logotipo de Pimampiro debe representarse de tal manera que sea reconocible inmediatamente.